# Dyckia eminens
Dyckia eminens är en gräsväxtart som beskrevs av Carl Christian Mez. Dyckia eminens ingår i släktet Dyckia och familjen Bromeliaceae. Inga underarter finns listade i Catalogue of Life.